# Dolichoderus inpai
Dolichoderus inpai is een mierensoort uit de onderfamilie van de Dolichoderinae. De wetenschappelijke naam van de soort is voor het eerst geldig gepubliceerd in 1987 door Harada.